# Pingasa signifrontaria
Pingasa signifrontaria là một loài bướm đêm trong họ Geometridae.